# 도키 요리야스

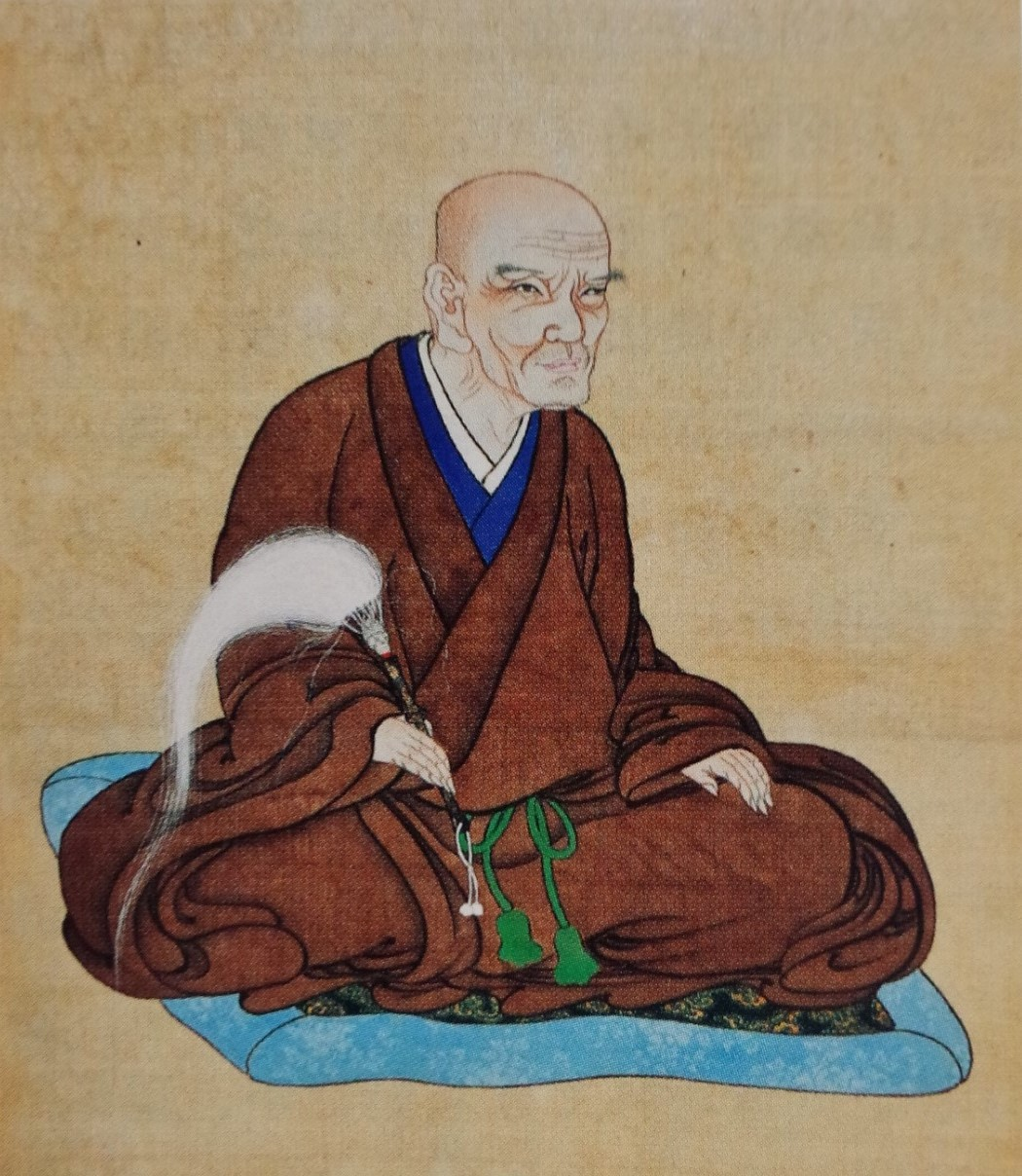
도키 요리야스

도키 요리야스(土岐頼康)는 난보쿠초 시대의 무장, 슈고 다이묘이다. 무로마치 막부 사무라이도코로 도닌. 미노 오와리 이세 슈고. 가인(와카 작가) 도키 요리사다의 손자로서 미노 겐지의 후손이다.